# Gornja Vrbava
Gornja Vrbava (cyr. Горња Врбава) – wieś w Serbii, w okręgu morawickim, w gminie Gornji Milanovac. W 2011 roku liczyła 164 mieszkańców.